# Siboglinum mergophorum
Siboglinum mergophorum är en ringmaskart som beskrevs av Nielsen 1965. Siboglinum mergophorum ingår i släktet Siboglinum och familjen skäggmaskar. Inga underarter finns listade i Catalogue of Life.